# Coro e seu Porto
Coro e seu Porto localizam-se no estado venezuelano de Falcón. 

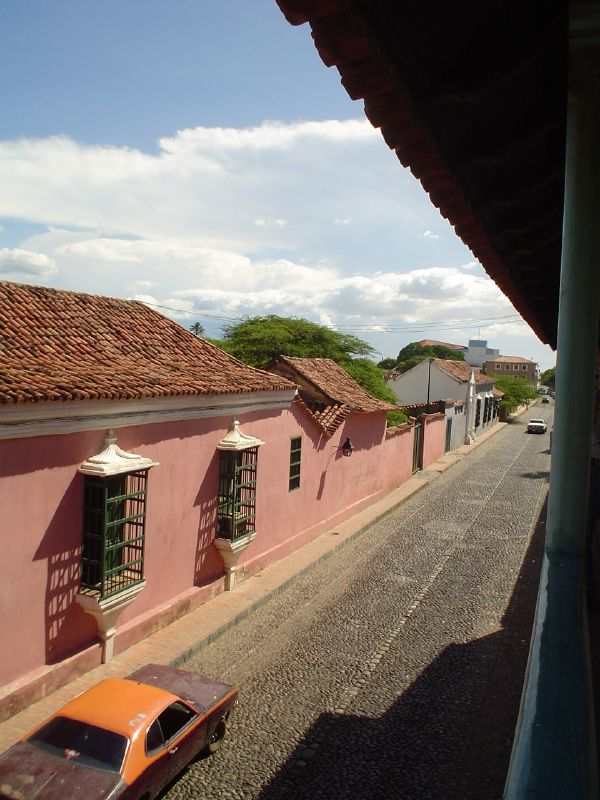
Rua de Coro

A cidade de Coro é uma das mais antigas da Venezuela. Fundada em 1527 por Juan de Ampíes, hoje em dia conserva uma grande parte da sua história. Com efeito pode-se ainda ver na cidade muitas construções da época, o que lhe valeu em 1993, quando Coro e seu Porto foram declarados Património Mundial da Unesco.
Uma das coisas que mais chama atenção é o colorido das casas. Os azuis fortes contrastam com os roxos, os amarelos e os ocres. Estas cores alegres e tropicais imprimem à cidade uma sensação de alegria.

## Ligações Externas
- (em castelhano) Fotos de Coro